# Establishment
Establishment este un termen folosit pentru a se referi la grupul vizibil dominant sau elita care deține puterea sau autoritatea într-o națiune sau organizație. Termenul sugerează un grup social închis care-și selectează membrii. Termenul poate fi utilizat pentru a descrie structuri specifice de elită înrădăcinate în instituții specifice, dar de obicei este informal în aplicare și este utilizat mai mult de mass-media decât de cercetători.
Termenul „establishment”, preluat din limba engleză, se referă la o stare de lucruri acceptabilă, un echilibru, un consens între centrele de putere sau o rețea integrată de influențe, monopoluri, dominații ale unor organe oficiale sau mai puțin oficiale asupra unei mase de persoane, societăți, comunități care acceptă norma oferită ca model de către reprezentanții establishmentului.
De fapt, orice clasă relativ mică sau grup de oameni care pot exercita controlul poate fi numită Establishment. În schimb, în jargonul sociologiei, oricine nu aparține Establishment poate fi etichetat ca un "outsider".
Ideologiile anti-autoritare și anticonstituționale tind să considere instituțiile drept ilegitime. 